# Ahmad al-Dżalabi
Ahmad Abd al-Hadi al-Dżalabi, ar. أحمد عبد الهادي الجلبي (ur. 1945 w Bagdadzie, zm. 3 listopada 2015 tamże) – iracki polityk, przywódca Irackiego Kongresu Narodowego, w latach 2005–2006 wicepremier Iraku.

## Życiorys

### Wczesna działalność
Pochodzi z wpływowej rodziny szyickiej z Bagdadu. W dzieciństwie wyjechał z rodziną do Stanów Zjednoczonych, a następnie do Wielkiej Brytanii. Jego rodzina prowadziła najstarszy bank w Iraku i postanowiła opuścić kraj po rewolucji, podczas której wojskowi obalili monarchię haszymicką. Ukończył studia matematyczne na Uniwersytecie w Chicago, następnie uzyskał w dziedzinie matematyki doktorat. W 1977 udał się do Ammanu, gdzie założył bank Petra. Po jego bankructwie zbiegł za granicę. W Jordanii został skazany in absentia na 22 lata więzienia za oszustwo przez sąd wojskowy. Al-Dżalabi utrzymywał, że jego skazanie było wynikiem spisku zorganizowanego przez służby specjalne rządu irackiego.
Przez wiele lat był aktywny w środowisku zagranicznej opozycji irackiej, sprzeciwiającej się rządom partii Baas i Saddama Husajna. W 1992 utworzył Iracki Kongres Narodowy finansowany przez CIA. Po tej dacie przybył po raz pierwszy jako dorosły człowiek do Iraku; przebywał na terenie irackiego Kurdystanu, który od nieudanego powstania Kurdów w 1991 i ustanowieniu strefy zakazu lotów pozostawał faktycznie poza kontrolą władz w Bagdadzie. Opuścił Kurdystan, gdy obszar ten został ponownie zaatakowany przez wojska irackie.

### Wojna w Iraku
W 1998 administracja prezydenta USA Billa Clintona doprowadziła do uchwalenia Iraq Liberation Act, na mocy którego irackie organizacje opozycyjne, na czele z Irackim Kongresem Narodowym, otrzymały 100 mln dolarów na swoją działalność.
Ahmad al-Dżalabi był zwolennikiem inwazji amerykańskiej na Irak. Przekazywał Amerykanom informacje o posiadaniu przez Irak broni masowego rażenia, które następnie okazały się fałszywe.
Mimo swoich bliskich związków z administracją prezydenta George’a W. Busha, po obaleniu reżimu Saddama Husajna poróżnił się z przywódcami amerykańskimi i nie powierzono mu najwyższych stanowisk w nowym rządzie irackim. Al-Dżalabi pełnił przez pewien czas stanowisko przewodniczącego Tymczasowej Irackiej Rady Zarządzającej (rotacyjne), był w niej również ministrem finansów. W maju 2003 stanął ponadto na czele komisji koordynującej eliminowanie z życia politycznego działaczy zdelegalizowanej partii Baas – debasyfikację. W 2004 Amerykanie podejrzewali go o przekazywanie irańskiemu Korpusowi Strażników Rewolucji Islamskiej kluczowych informacji dotyczących funkcjonowania państwa irackiego lub wprost o szpiegostwo na rzecz Iranu. Wstrzymano wówczas finansowanie kierowanej przez niego organizacji.
Cieszył się zaufaniem duchowego przywódcy szyitów irackich Alego as-Sistaniego. Wspierał Muktadę as-Sadra i ruch sadrystowski.
W wyborach parlamentarnych w Iraku w grudniu 2005 jego partia miała początkowo wejść do szyickiej koalicji Zjednoczony Sojusz Iracki, ostatecznie jednak wycofała się z negocjacji w tej sprawie i zdecydowała się na start samodzielny. W wyborach poniosła klęskę, uzyskując jedynie 0,5% głosów. Al-Dżalabi nie zdobył tym samym mandatu deputowanego Izby Reprezentantów. W tym samym roku wszedł jako wicepremier do rządu Ibrahima al-Dżafariego, jednego z liderów szyickiej koalicji Zjednoczony Sojusz Iracki. W kwietniu 2005 został ponadto p.o. ministra ds. ropy naftowej w rządzie al-Dżafariego. W wyborach parlamentarnych w Iraku w 2014 jego partia wystartowała jako części koalicji Al-Muwatin (Obywatele), w której wiodącą rolę odgrywała szyicka Najwyższa Rada Islamska w Iraku.
Kilkakrotnie organizowane były zamachy na jego życie; żaden nie zakończył się powodzeniem.
Do śmierci kierował komitetem finansowym przy irackiej Izbie Reprezentantów. Zmarł w Bagdadzie na atak serca.